# پنج عصر
پنج عصر فیلمی به کارگردانی سمیرا مخملباف محصول سال ۲۰۰۳ میلادی است. عکاسی این فیلم را میثم مخملباف به عهده داشته است. خواهر ۱۴ ساله سمیرا، حنا مخملباف فیلمی از مراحل انتخاب بازیگر و مراحل پیش از تولید این فیلم با عنوان لذت دیوانگی نیز ساخته است. پنج عصر پس از فیلم‌های سیب (۱۳۷۴) و تخته سیاه (۱۳۷۸) سومین فیلم بلند سمیرا مخملباف است که موفق شد جایزه هیأت داوران جشنواره کن (۲۰۰۳) و نیز جایزهٔ کلیسای جهانی این جشنواره را برای او به ارمغان آورد.

## خلاصه داستان
داستان فیلم در مورد دختری به نام نقره است که پدری متعصب با اندیشه‌ای طالبانی دارد و در جامعه‌ای که زن را تنها در پستوی خانه می‌خواهد و کمترین حق حیات انسانی و اجتماعی را برای او قائل نیستند، می‌خواهد رئیس جمهور افغانستان شود.